# 다니엘 크레이그의 플래시백
《다니엘 크레이그의 플래시백》(영어: Flashbacks of a Fool)은 2008년 공개된 영국의 드라마 영화이다.

## 줄거리
한때 잘 나갔던 할리우드 배우 조 스콧은 현재 술과 마약에 찌들어 방탕한 생활을 한다. 그의 곁을 지키는 건 지쳐가는 개인 비서 오필리아뿐이다.
어느 날 조는 어린 시절 단짝 친구 부츠의 갑작스러운 사망 소식을 듣고 큰 충격을 받는다. 경력을 되살릴 기회라고 생각했던 영화 오디션에서 탈락한 조는 자신의 상황에 좌절하고, 해변에서 자살을 생각하며 과거 부츠와 함께했던 마지막 여름 휴가를 회상한다.
십 대 시절 조는 영국 해안가 작은 마을에서 엄마, 이모, 여동생 제시와 함께 살았다. 부츠는 간질을 앓고 있었고, 조의 옆집에 사는 젊고 지루한 주부 에벌린은 그에게 적극적으로 다가와 불륜을 시도한다. 어느 날 조는 마을에서 인기 있는 특이한 소녀 루스를 만나 집으로 초대를 받는다. 조는 루스의 부유한 가정 환경과 음악 취향에 매료되고, 함께 춤을 추며 즐거운 시간을 보낸다. 루스와 데이트를 하기로 한 날 조는 에벌린과 또다시 관계를 맺고 약속에 늦는다. 루스는 조의 목에 있는 키스 자국을 보고 화를 내고, 조는 부츠와 싸우게 된다. 다음 날 에벌린은 조에게 다시 한 번 관계를 요구하고, 둘이 관계를 갖는 동안 에벌린의 딸 제인이 바다에서 발견한 기뢰를 건드렸다가 기뢰가 폭발하면서 즉사한다. 죄책감에 사로잡힌 조는 제인의 장례식 날 도망치듯 마을을 떠난다.
현재로 돌아와, 해변에서 정신을 차린 조는 부츠의 장례식에 참석하기 위해 영국으로 돌아가지만 늦어버리고 만다. 그는 어머니와 이모로부터 부츠가 루스와 결혼하여 네 아이의 아버지가 되었으며 뇌동맥류로 갑작스럽게 사망했고 많은 빚을 남겼다는 소식을 듣는다. 조는 루스를 만나지만 그녀는 슬픔에도 불구하고 눈물을 흘리지 못한다. 조는 제인과 에벌린의 무덤을 발견하고, 제시로부터 에벌린이 남편에게 폭행을 당하며 불행한 결혼 생활을 하다가 교통 사고로 사망했다는 이야기를 듣는다.
조는 과거 성공했을 때 가족을 위해 마련해두었던 집으로 돌아와 루스와 처음 만났을 때 들었던 음악을 듣고, 그녀의 빚을 갚아주기 위해 수표와 함께 편지를 보낸다. 편지에는 루스와 함께 들었던 노래 가사가 적혀 있었다. 처음에는 거부하던 루스는 편지를 읽고 오열한다. 부츠의 죽음과 루스의 슬픔을 통해 현실을 깨달은 조는 다시 할리우드로 돌아가 새로운 시작을 다짐한다.

## 출연
- 대니얼 크레이그 - 조 스콧 역
  - 해리 이든 - 어린 조 역
- 클레어 폴라니 - 루스 역
  - 펄리시티 존스 - 어린 루스 역
- 어밀리아 폭스 - 진 수녀 역
- 이브 - 오필리아 프랭클린 역
- 조디 메이 - 에벌린 애덤스 역
- 미리엄 칼린 - 로저스 부인 역
- 헬렌 매크로리 - 페기 티컬 역
- 제임스 다시 - 잭 애덤스 역
- 마크 스트롱 - 매니 마이즐 역
- 올리비아 윌리엄스 - 그레이스 스콧 역
- 킬리 호스 - 제시 스콧 역
- 앨피 앨런

## 기타 제작진
- 라인 제작: 다이앤 비티, 마셜 레비튼
- 협력 제작: 위니 리
- 배역: 데스 해밀턴
- 미술: 로런스 도먼
- 세트: 프레드 더프리야